# Richard Ernst
Richard Robert Ernst (Winterthur, 1933. augusztus 14. – Winterthur, 2021. június 4.) svájci fizikai kémikus. 1991-ben kémiai Nobel-díjjal tüntették ki „a nagy felbontású mágneses magrezonancia módszertan fejlesztéséhez való hozzájárulásáért”.

## Életrajz
Richard Robert Ernst 1957-ben végezte el a zürichi Szövetségi Műszaki Főiskola kémia szakát, majd ugyanitt doktorált fizikai kémiából 1962-ben.
Élete vége fele egy winterthuri idősotthonban élt, ott is hunyt el.